# موریسون وایت
موریسون وایت (به انگلیسی: Morrison Waite) هفتمین قاضی ارشد ایالات متحده از ۴ مارس ۱۸۷۴ تا زمان مرگش در ۲۳ مارس ۱۸۸۸ بود. وی توسط یولیسیز سایمن گرانت نامزد شد و از مجلس سنا رای گرفت.
وی به مدت ۱۴ سال و ۱۹ روز قاضی ارشد ایالات متحده بود.